# Meisho-e
Meisho-e (名所絵, lit. « peinture de vues célèbres ») désigne des peintures japonaises de « vues célèbres » de l’archipel. Influencé par la Chine, ce thème devient important au Japon à l’époque médiévale (environ Xe et XIVe siècles) et perdure entre les XVIe et XIXe siècles dans la peinture décorative de l'époque Momoyama, l'école Rinpa et l’ukiyo-e, ensuite. Si les vues célèbres sont centrées sur les paysages de l’archipel, les motifs sont en réalité plus variés et peuvent s’intéresser à mettre en scène la vie quotidienne du peuple ou les pratiques religieuses.

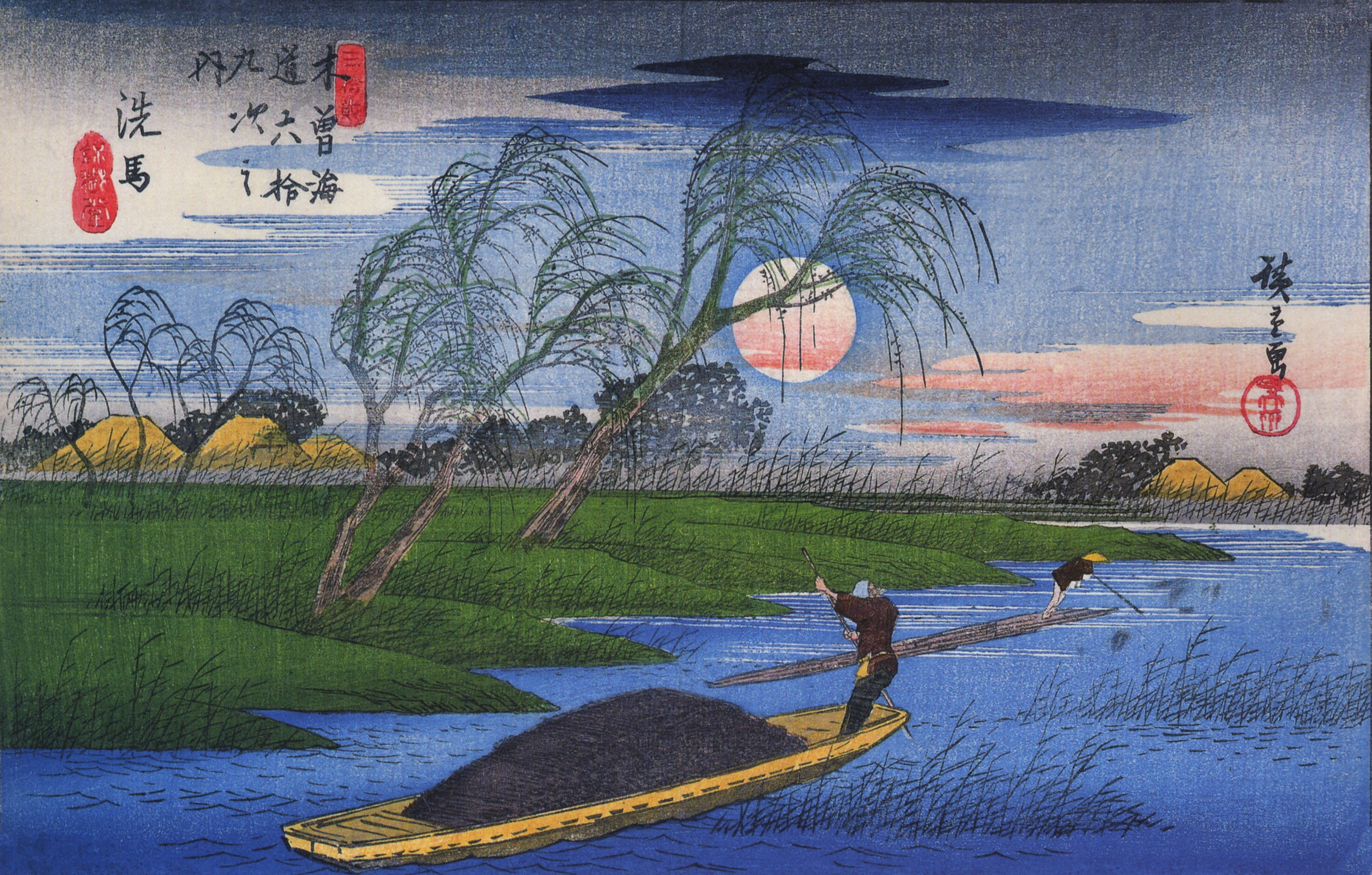
: Seba. Hiroshige, Les Soixante-neuf Stations du Kiso Kaidō, 1834-1835.

Le meisho-e consiste à identifier et représenter sous forme picturale les caractéristiques les plus connues d’un lieu réputé pour sa beauté ou son intérêt, de façon à l’identifier aisément, par symbolisme ou réalisme. Il s’agit plus généralement d’un genre pouvant mélanger peinture de saison, peinture de paysage et poésie.

## Histoire desmeisho-e

### Yamato-e: naissance desmeisho-ede goût japonais
Le Japon découvre et s’initie à la peinture de paysage auprès de la Chine ; les plus vieux paysages conservés se trouvent au Hōryū-ji et datent de la période Asuka (VIIe siècle).
Plus tard à l’époque de Heian (IXe et XIIe siècles), le développement du yamato-e favorise les peintures séculaires à sujet japonais, à la différence des peintures à sujet chinois nommées kara-e. La cour impériale de Heian-kyō apprécie les peintures sur paravents qui illustrent un poème waka (byōbu uta), évoquant le bouddhisme, l’impermanence des choses, les quatre saisons ou les rites et cérémonies ; les symbolismes liant poésie et saisons fournissent de nombreux motifs picturaux, par exemple les cerisiers en fleurs du mont Yoshino associés au printemps,.
Très souvent, les lieux réputés pour leur beauté autour de la capitale (alors Heian) servent à illustrer ces thèmes, étant représentés à une saison particulière et inspirés par un poème waka ; c’est donc vers le IXe ou Xe siècle que ces peintures de lieux célèbres, ou meisho-e, apparaissent. 
La poésie semble avoir joué un rôle déterminant dans les premiers développements du genre ; en 1207 par exemple, l’empereur Go-Toba sélectionna quarante-six vues célèbres comme sujets de poèmes wakas, qui devaient être transposés ensuite en image sur les cloisons coulissantes du monastère Saishōshitennō-in. Souvent, les œuvres étaient le fruit de l’imagination du peintre ou inspirées d’un poème, sans réalisme aucun, en particulier pour les lieux reculés du Japon.
Comme en poésie, l’important restait la force émotionnelle ou évocatrice associée à un lieu, que l’on devait pouvoir identifier par convention, stéréotype ou la tradition picturale ; les motifs poétiques ou plastiques associés à un lieu (utamakura) étaient très nombreux et codifiés : par exemple, une barrière ceinte d’arbres aux feuilles rouges désigne la barrière de Shirakawa, associée au vent d’automne.

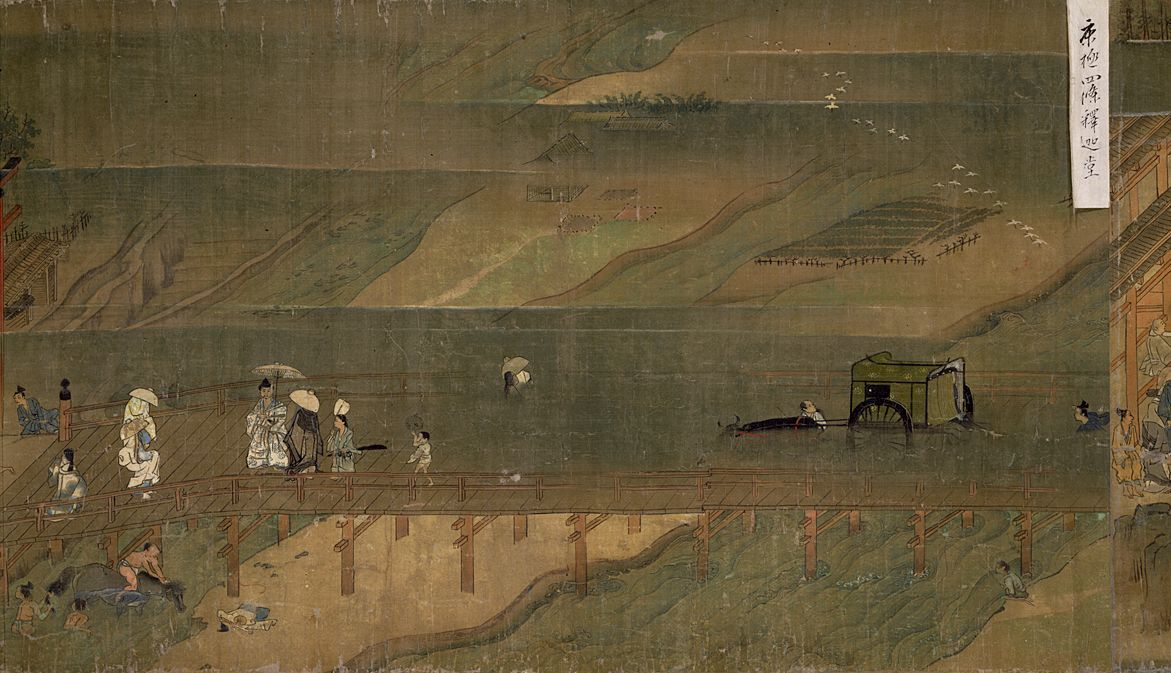
L’arrivée à Heian (Kyoto). Ippen shōnin eden, En-I, 1299.

La peinture du yamato-e à sujet japonais se caractérise par une composition plus lyrique et décorative que leurs pendants chinois qui cherchent plutôt la grandeur spirituelle. Les artistes préfèrent les paysages doux, aux collines et arbres arrondis en couleur bleue et verte. Toutefois, aucune de ces premières œuvres ne nous est parvenue ; la plus ancienne peinture de ce type connue est un paravent aux paysages de six panneaux au style sinisant kara-e. Les supports traditionnels des meisho-e sont les paravents (byōbu), cloisons coulissantes (fusuma) ou murs du palais ou des temples.
À l’époque de Kamakura, les meisho-e sont marqués, comme tous les arts japonais, par les nouveaux courants réalistes et naturalistes suscités par l’arrivée au pouvoir des samouraïs (bakufu) et le développement des écoles bouddhiques de la Terre pure, volonté de réalisme qui s’écarte des conventions poétiques jusque-là élémentaires. Le support de prédilection de l’époque est l’emaki (longs rouleaux narratifs peints faisant par exemple le récit de romans, chroniques historiques ou biographies de moines). Les paysages réalistes, presque pris sur le vif, de l’Ippen shōnin eden (emaki du XIIIe siècle) sont très réputés pour leur précision. L’œuvre présente notamment une des premières peintures connues du mont Fuji. Le Saigyō monogatari emaki fournit diverses vues célèbres inspirées des poèmes wakas de Saigyō Hōshi dans un trait idéalisé et dépouillé.
Quelques peintures tirent plutôt leur inspiration du shinto : le kakemono du XIIIe siècle représentant la fameuse cascade de Nachi (censée être l’émanation d’un kami) transmet une réelle force animiste.

### Lavis

Vue de l’Ama-no-Hashidate, Sesshū (vers 1501-1506).

La peinture de l’époque de Muromachi, marquée par le zen, voit émerger le mouvement pictural du lavis monochrome (suiboku-ga ou sumi-e) ; les compositions de paysages anonymes deviennent puissantes, lyriques et spirituelles, marquées par la vigueur du pinceau. Un meisho-e célèbre est la Vue de l’Ama-no-Hashidate de Sesshū, peinte en 1501, où le trait respecte une précision topographique rigoureuse (l’Amanohashidate est une des trois vues les plus célèbres du Japon) ; il existe quelques autres copies de vues célèbres de Sesshū.
Kanō Tannyū (école Kanō), responsable des peintures murales des châteaux d’Edo et de Nijō, y a peint plusieurs vues célèbres.

### Séries d’estampesukiyo-e

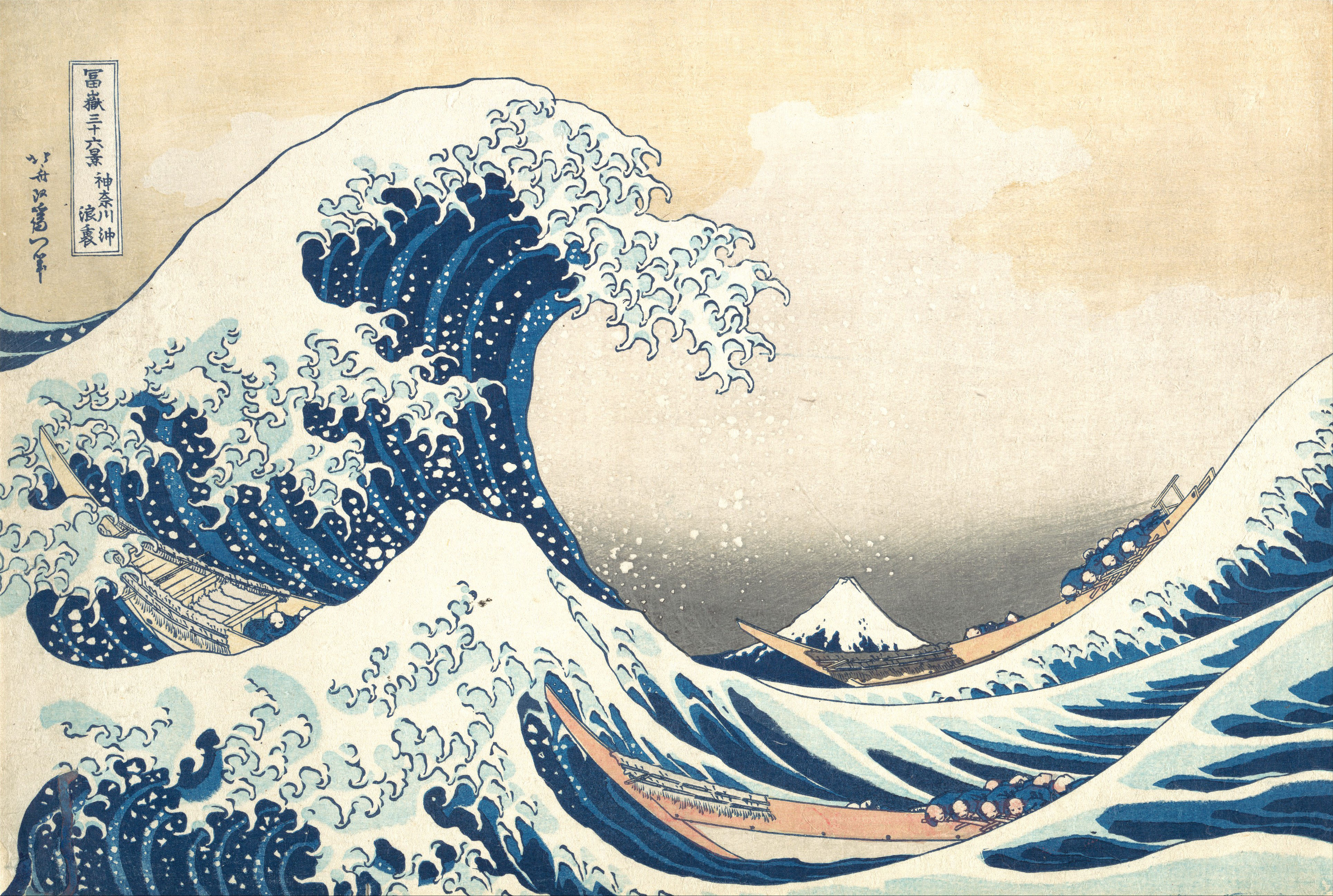
La Grande Vague de Kanagawa avec le mont Fuji en fond (Hokusai, Trente-six vues du mont Fuji, 1830-1831.

Les voyages à l’intérieur du Japon se sont développés avec l’époque d'Edo et la pacification du pays qu’elle a apportée. Si la plupart de ces voyages étaient nécessités par des impératifs politiques, ou économiques, les voyages d’agrément se développèrent aussi à cette époque, voyant apparaître des guides de voyages (meisho ki) et toute une littérature, dont l’ouvrage le plus connu reste le Tōkaidōchū Hizakurige de Jippensha Ikku. Après la littérature et les guides, l’image se développe progressivement dans l’estampe ukiyo-e au XIXe siècle, grâce en particulier à Hokusai et Hiroshige, qui multiplièrent les séries d’estampes meisho-e à partir des années 1830. Hokusai expérimente le genre avec ses Huit Vues d’Edo à la manière hollandaise, où ses influences européennes sont évidentes ; le succès de sa série des Trente-six vues du mont Fuji confère au genre de l’estampe de paysage une place prépondérante au XIXe siècle. Si l’art de Hokusai est animé d’un style spirituel aux compositions analytiques, son jeune « concurrent » Hiroshige présente des œuvres marquées par la sensibilité et la prépondérance de l’humain. Ses séries les plus connues sont Les Cinquante-trois Stations du Tōkaidō, Les Soixante-neuf Stations du Kiso Kaidō et les Cent vues d’Edo.
À l’époque d’Edo, des artistes comme Ike no Taiga développent en parallèle la peinture shinkei (« vues réelles »), inspirée par la Chine, où les paysages sont peints de façon très naturaliste et précise sur place. Ce mouvement s’inscrit dans le genre nan-ga.
Ce concept de « vue célèbre » au XIXe siècle, où l’on recherche les meilleurs points de vue permettant de contempler un lieu admiré, est sans doute à rapprocher de ce que l’on trouve en Chine : ainsi, dans le palais d’été impérial de Chengde, l’ancienne Jehol, les grands empereurs Qing Kangxi et Qianlong avaient parsemé le parc du palais de pavillons, connus aujourd’hui comme le « 4e point de vue de l’empereur Qianlong ». Le nombre total des points de vue de Chengde est de soixante-douze (deux fois trente-six).

### Époque moderne
À la fin du XIXe siècle, le mouvement de l’ukiyo-e est sur le déclin. Les « vues célèbres » restent toutefois un sujet d’inspiration à travers la photographie, par exemple certaines œuvres d’Adolfo Farsari.

## Courants picturaux dérivés
Quelques courants picturaux se rapprochent du genre meisho-e :
- Shinkei-zu : littéralement « peintures de vues réelles », type de paysage naturaliste en vogue à l’époque d’Edo inspiré des paysages au lavis[19] ;
- Meisho zue : guides de voyages illustrés de scènes de vues célèbres[21] ;
- Rakuchū-rakugai-zu : vues dans et aux alentours de Kyoto (ou Heian, ancienne capitale du Japon)[22].

## Principaux thèmes desmeisho-e

### Les saisons

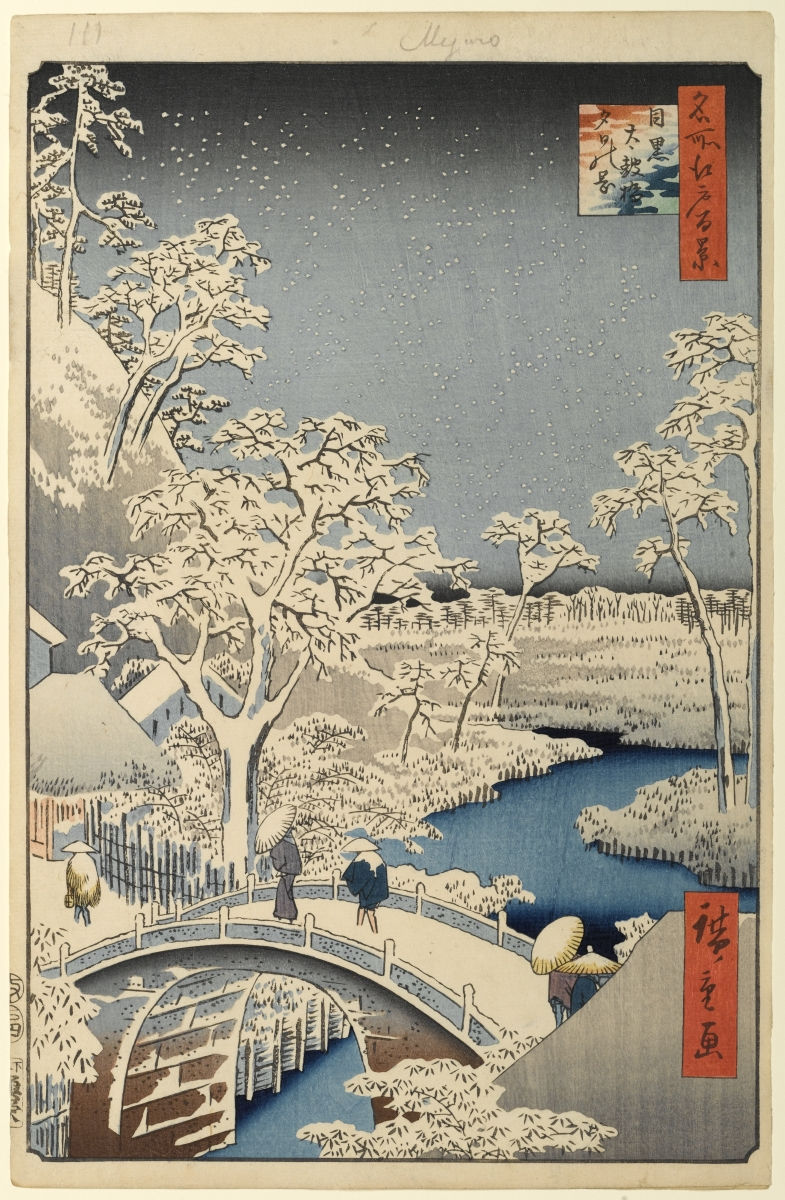
Le pont Taiko et la colline Yūshi à Meguro en hiver (Cent vues d'Edo, Hiroshige, 1857).

Les meisho-e sont à l’origine très liés aux peintures dites des saisons (shiki-e), représentant souvent un lieu à une ou plusieurs saisons de l’année. Les peintures murales du Hōō-dō (pavillon du Phénix) du Byōdō-in forment un chef-d’œuvre du genre au XIe siècle : chaque mur représente une saison dans un style typique du yamato-e de l’époque de Heian. Ce principe se retrouve longtemps après dans les séries d’estampes ukiyo-e.
Pour Saburō Ienaga, la présence presque systématique des quatre saisons fait du meisho-e classique une déclinaison particulière du shiki-e, la combinaison de paysages et de peinture de genre apparaît comme caractéristique du style yamato-e en général.

### L’humain
L’humain dans les meisho-e et les peintures de paysage caractérise l’art du Japon, où la présence anecdotique du peuple (paysans, voyageurs, citadins, pèlerins, guerriers…) reste très courante. Pour Akiyama Terukazu, humaniser la nature apparaît comme la « base essentielle de l’esthétique japonaise ». L’art de Hiroshige met par exemple en scène les activités du peuple avec la sensibilité d’un poète ; une estampe célèbre peint les passants surpris par la pluie sur le pont Ohashi (voir) dans les Cent vues d'Edo. 

### Vues de Kyoto

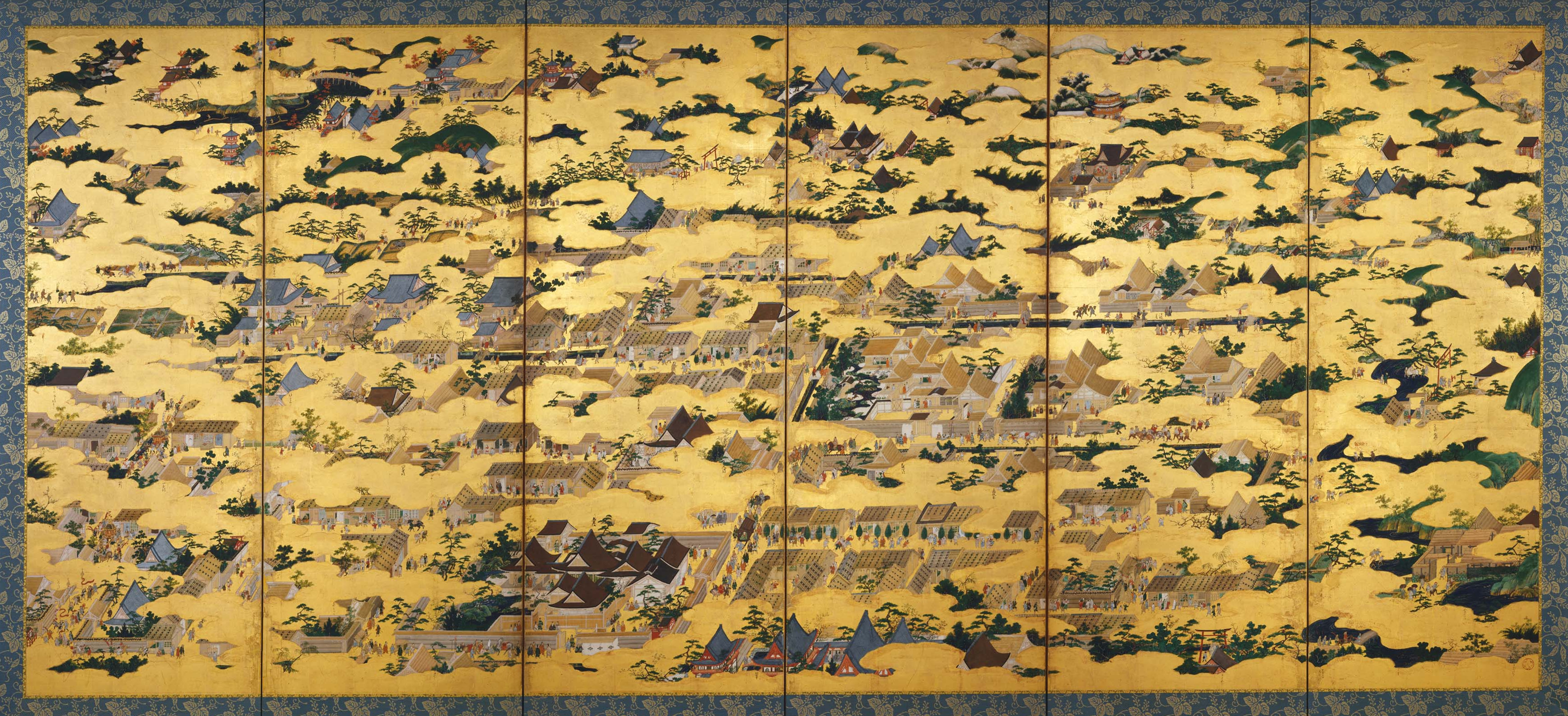
Rakuchū-rakugai-zu, version Uesugi, partie gauche du paravent (Kanō Eitoku, époque de Momoyama).

À l’époque médiévale, Heian-kyō (actuelle Kyoto) concentre les milieux artistiques, que ce soit à la cour impériale ou dans les grands temples. De fait, les premières vues célèbres s’inspirent directement des alentours de la capitale : Sagano, barrière d’Osaka, plages d’Akashi, cerisiers en fleur du mont Yoshino, Musashino,…
À partir du XVIe siècle apparaît un autre type de peinture, inspiré du meisho-e classique, nommé rakuchū-rakugai-zu (洛中洛外図, littéralement « vues à l’extérieur et à l’intérieur de la capitale »), généralement sur panneau ou paravent. Un point de vue très éloigné sert à représenter les activités quotidiennes dans la capitale (rakuchū) ainsi que les alentours de la ville (rakugai) en un même ensemble,. La première version (paravent à six panneaux de Machida) du XVIe siècle est typique de la peinture de Momoyama (école Rimpa), avec ses riches couleurs, l’usage intense de l’or et les brumes. Ces vues s’attachent souvent avec minutie à rendre la vie quotidienne du peuple (festivals, marchés, divertissements…).

### Cinq routes d’Edo

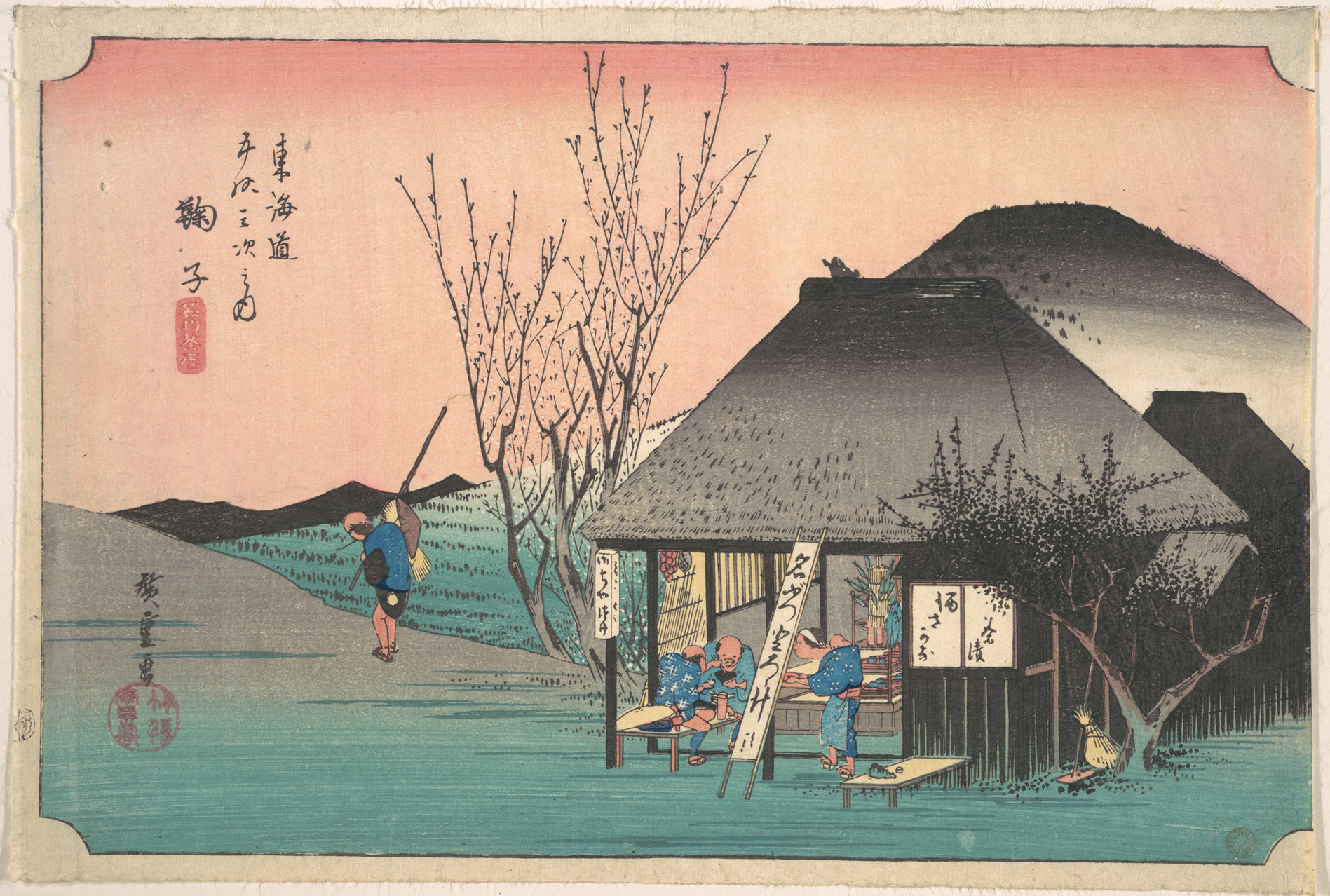
: Mariko. Les Cinquante-trois Stations du Tōkaidō (Hiroshige, 1833-1834).

À l’époque d’Edo, cinq grandes routes (Gokaidō) permettent de relier la nouvelle capitale aux autres villes du Japon, notamment le Tōkaidō et le Kiso Kaidō jusqu’à Kyoto. Jalonnées de nombreux relais ou stations et traversant des régions fort variées, elles offrent de nombreuses sources d’inspiration pour les maîtres de l’estampe ukiyo-e, qui y retranscrivent tant des paysages grandioses que des activités populaires des contrées vivantes ou reculées du Japon. Les Cinquante-trois Stations du Tōkaidō de Hiroshige ou Les Soixante-neuf Stations du Kiso Kaidō de Hiroshige et Eisen sont les exemples les plus connus de ces séries d’estampes.

## Technique

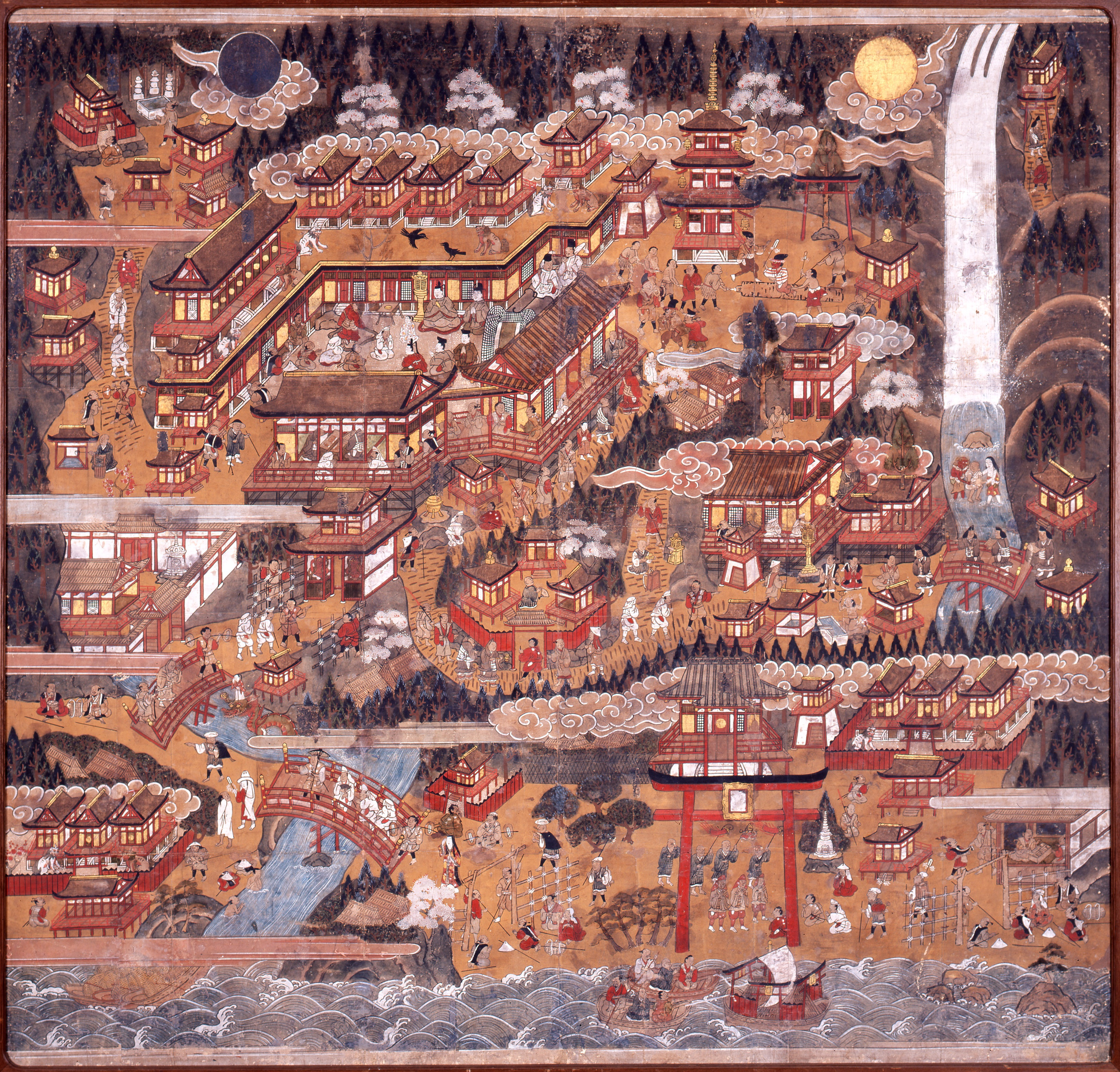
Composition à la perspective japonaise non réaliste. Kumano Nachi mandala (env. XIIIe siècle).

Traditionnellement, la perspective réaliste à l’occidentale n’existe pas dans la peinture japonaise. Chaque élément revêt plutôt dans la peinture l’importance qu’elle occupe dans l’esprit du peintre, s’affranchissant des règles de perspectives rigoureuses pratiquées en Occident. Les vues lointaines n’empêchent ainsi pas de représenter les personnages aussi grands que les bâtiments ou les arbres, par exemple. L’idée de profondeur est rendue plutôt par des longues lignes parallèles et des artifices picturaux, comme des chemins sinueux ou des vols d’oiseaux disparaissant à l’horizon. Les brumes permettent de séparer de façon douce les différents plans. Vers l’époque d’Edo, la perspective européenne réaliste s’impose peu à peu dans la peinture japonaise, aux XVIIIe et XIXe siècles (uki-e).
Les couleurs des meisho-e sont liées aux courants picturaux dominants de l’art japonais :
- à l’époque médiévale primitive, les paysages dits en « bleu et vert » ou en « bleu et rouge » inspirés du shanshui chinois sont très employés[2], de même que les pigments minéraux ou végétaux opaques (dilués dans une colle animale) du yamato-e[27] ;
- à l’époque de Muromachi, c’est le lavis monochrome inspiré du zen qui domine[14] ;
- à l’époque Azuchi Momoyama, les couleurs se font riches, lourdes à dominance dorée (dami-e)[28] ;
- à l’époque d’Edo, l’ukiyo-e est marqué par une palette de nuances plus vaste (nishiki-e) ainsi que l’utilisation récurrente du bleu de Prusse dans les séries de paysages[26].